# Кан, Эдгар
Э́дгар Ка́н (англ. Edgar S. Cahn, р. 1936) — американский юрист, адвокат по правам человека, учёный, общественный деятель и публицист, борец с бедностью и за права меньшинств в США.

## Биография
Родом из семьи юриста. Окончил с отличием колледж Swarthmore (1956), Йельский университет (1960), Йельскую школу права (1963). Кембриджский университет (1958).
Эдгар Кан является доктором юриспруденции (JD) (1960), доктором философии (Ph.D), почетным профессором (Emeritus Professor), научный сотрудник Лондонской школы экономики, член Научных обществ Международного университета Флориды и Центра по изучению прав человека Колумбийского университета.
Награждён премией Джефферсона за выдающуюся государственную службу, премией за выдающийся вклад в юридическое образование, знаком отличия Верховного Суда и др.
Работал над вопросами гражданских прав при президентах Кеннеди и Джонсоне.
В 1970 году ушёл с государственной службы.

## Научная деятельность
Эдгар Кан является создателем Банка времени (Time Bank) (1987) и Время-Доллары (Time-Dollars)[уточнить], а также соучредителем Национальной программы по законодательному обслуживанию и Антиохской школы по законодательству.
Разработал и внедрил систему клинического юридического образования (Clinical Legal Education).
В 1995 году основал институт Тайм-Доллары в Вашингтоне, который является некоммерческой организацией, оказывающей содействие в проектировании и реализации мероприятий по восстановлению и возрождению сообществ. Его разработки послужили основой для улучшения социального благосостояния и социальной справедливости, что превращает получателей услуг в совместных производителей перемен.
Является создателем нового вида альтернативной валюты «Время-Доллар» (Time-Dollar).

## Публикации Эдгара Кана
- No More Throw Away People: The Co-Production Imperative (2000)
- Time Dollars (co-author Jonathan Rowe, Rodale Press) (1992)
- Our Brother’s Keeper: The Indian in White America (1972)
- Hunger, U.S.A.
- Многочисленные статьи в области законодательства и юридического образования.